# Cazalis, Landes
Cazalis är en kommun i departementet Landes i regionen Nouvelle-Aquitaine i sydvästra Frankrike. Kommunen ligger i kantonen Hagetmau som tillhör arrondissementet Mont-de-Marsan. År 2022 hade Cazalis 139 invånare.

## Befolkningsutveckling
Antalet invånare i kommunen Cazalis
Referens:INSEE